# Galeerenfische
Die Galeerenfische (Nomeidae) sind Meeresfische aus der Ordnung Scombriformes. Sie leben in allen tropischen und gemäßigten Teilen der Weltmeere. Es gibt drei Gattungen mit 16 Arten, die in großen Schwärmen epipelagisch leben und teilweise mit Schirm- und Staatsquallen, darunter auch die Portugiesische Galeere, zusammen wandern. Andere Arten leben in den treibenden Tangen der Gattung Sargassum. Die zwölf Zentimeter bis über einen Meter lang werdenden Fische ernähren sich von Zooplankton, kleinen Quallen und Fischen.
Galeerenfische haben Rundschuppen oder schwach gekämmte Schuppen, die leicht abfallen. Ihre Augen sind oft von Fettgewebe umgeben, das Maul ist klein. Sie haben zwei Rückenflossen. Adulte Tiere haben noch ihre Bauchflossen, die weit vorn, etwas hinter den Brustflossen sitzen. Sie sind durch eine feine Membran mit dem Bauch verbunden und können in einer Grube verborgen werden. Die Schwanzflosse ist gegabelt.
Flossenformel: Dorsale 1 IX-XII/10-17, Dorsale 2 -III/15-32, Anale I-III/14-30

## Systematik
Es gibt 16 Arten in drei Gattungen:
- Cubiceps Lowe, 1843
  - Cubiceps baxteri McCulloch, 1923
  - Cubiceps caeruleus Regan, 1914
  - Cubiceps capensis (Smith, 1845)
  - Cubiceps gracilis (Lowe, 1843)

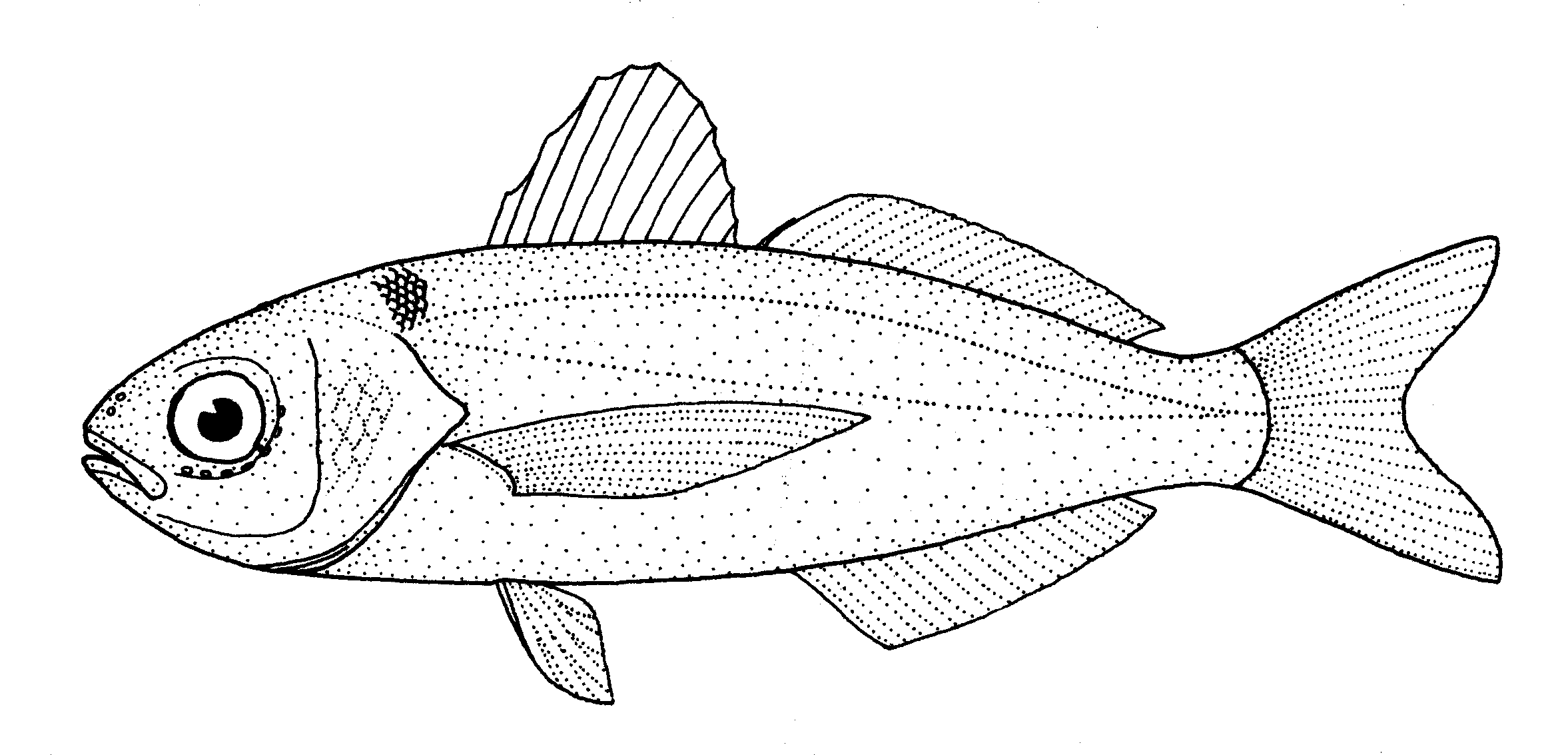
Cubiceps caeruleus

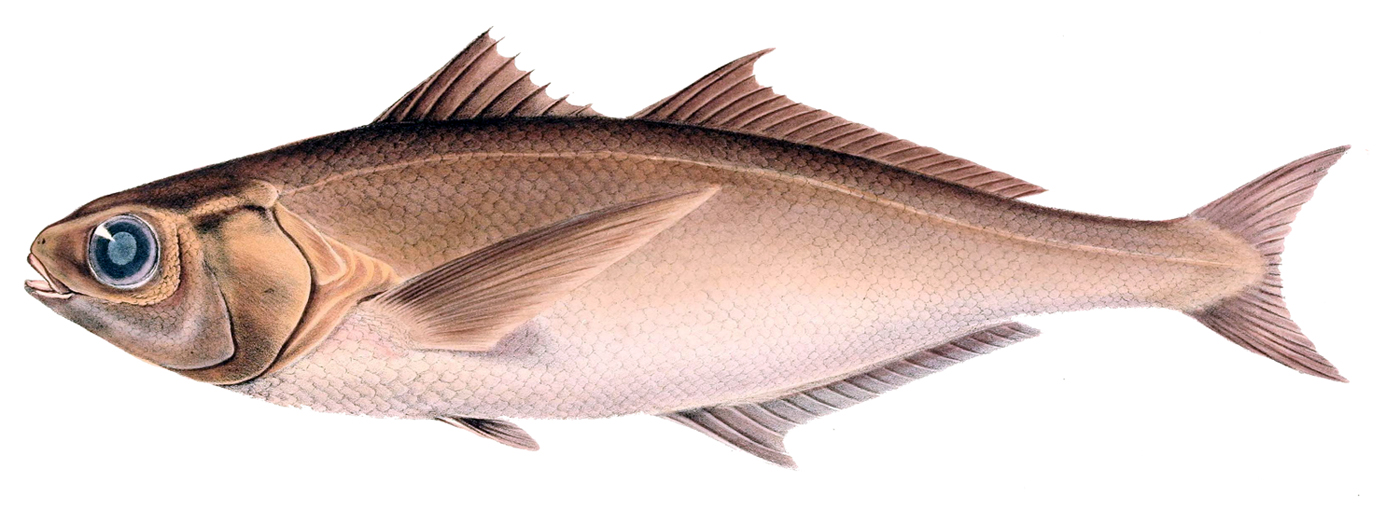
Cubiceps capensis

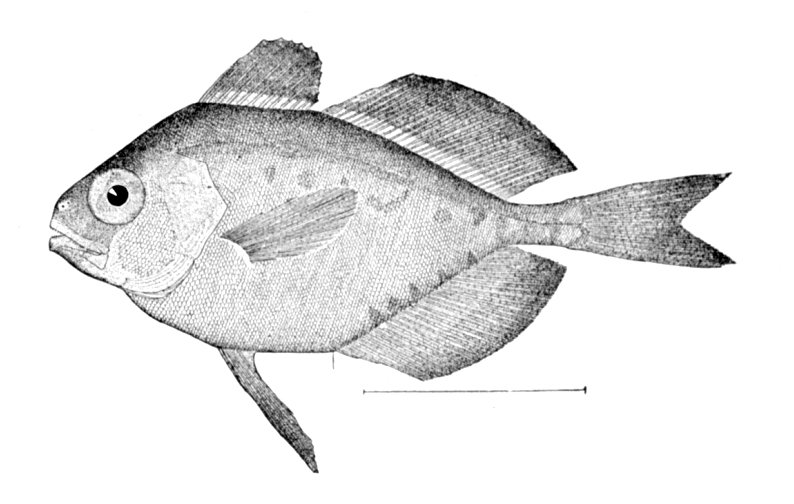
Psenes pellucidus

  - Cubiceps kotlyari Agafonova, 1988
  - Cubiceps macrolepis Agafonova, 1988
  - Cubiceps nanus Agafonova, 1988
  - Cubiceps paradoxus Butler, 1979
  - Cubiceps pauciradiatus Günther, 1872
  - Cubiceps whiteleggii (Waite, 1894)
- Nomeus Cuvier, 1816
  - Quallenfisch (Nomeus gronovii (Gmelin, 1789))
- Psenes Valenciennes, 1833
  - Psenes arafurensis Günther, 1889
  - Psenes cyanophrys Valenciennes, 1833
  - Psenes maculatus Lütken, 1880
  - Psenes pellucidus Lütken, 1880
  - Psenes sio Haedrich, 1970

## Fossilbefund
Mit Carangodes cephalus aus dem mittleren Eozän der norditalienische Monte-Bolca-Formation und Psenicubiceps alatus aus dem unteren Oligozän des Nord-Kaukasus sind auch zwei fossile Galeerenfische bekannt.